# Irina Smelaja
Irina Aleksandrovna Smelaja (rusky: Ири́на Алекса́ндровна Сме́лая; * 21. prosince 1991 Naberežnyje Čelny), známější pod uměleckým jménem Tatarka (rusky: Татарка, lit. „tatarská žena“), je hip hopová umělkyně z Tatarstánu. Své písně píše v tatarštině a angličtině.

## Hudba a vlogging
Narodila se ve městě Naberežnyje Čelny. Nyní žije v Petrohradě a pracuje jako vlogger. Její YouTube blog s názvem „Tatar Days“ (Татарские будни) dosud[kdy?] získal téměř milion odběratelů.
Svou první píseň, „Altyn“ (tatarský význam pro „zlato“), vydala v roce 2016, díky čemuž získala značnou popularitu na ruské hudební scéně.
V současné době[kdy?] pracuje na nahrávání svého debutového alba. Je známo, že bude ve dvou jazycích, tatarštině a angličtině.

## Osobní život
Dne 6. července 2016 se vdala za Ilju Prusikina, zpěváka a předáka ruské pop-rave skupiny Little Big.
Dne 26. listopadu 2017 se jim narodil syn Dobrynia.
Dne 21. srpna 2020 veřejně oznámili, že se rozvádějí.

## Diskografie
Singly
| Rok  | Název                                          | Album                       |
| ---- | ---------------------------------------------- | --------------------------- |
| 2016 | Altyn                                          | Non-album singl             |
| 2017 | U Can Take (feat. Little Big)                  | Non-album singl             |
| 2017 | Pussy Power                                    | Non-album singl             |
| 2019 | AU                                             | Non-album singl             |
| 2019 | Arriba (feat. Little Big & Clean Bandit)       | Non-album singl             |
| 2020 | Vroom                                          | Golden Flower               |
| 2020 | Bubblegum                                      | Golden Flower               |
| 2021 | Kawaii (Cream Soda Remix)                      | Non-album singl             |
| 2021 | Loli Boy (feat. Cream Soda)                    | Loli Boy (feat. Cream Soda) |
| 2021 | Loli Boy (feat. Cream Soda) [Partiboi69 Remix] | Loli Boy (feat. Cream Soda) |

Alba
| Název         | Informace                                                                          |
| ------------- | ---------------------------------------------------------------------------------- |
| Golden Flower | Vydáno: 29. říjen 2020 Vydavatel: Warner Music Russia Formát: Digital distribution |

## Videoklipy
| Název                         | Rok  | Notes |
| ----------------------------- | ---- | --- |
| Altyn (Gold)                  | 2016 | Na konci roku 2016 vydala svůj debutový videoklip k písni „Altyn“, ve kterém tančí před auty a má na sobě oblečení populárního návrháře Gošy Rubčinského. Během prvního týdne video nasbíralo přes 3 miliony zhlédnutí a bylo zařazeno do Afishina žebříčku „100 skvělých klipů roku“ 2016. Žánr písně lze popsat jako cloud-rap a je primárně v tatarštině. Videoklip propagoval tehdejší novinku společnosti Samsung - telefon Galaxy S7 Edge a samotný videoklip byl kompletně natočen tímto telefonem. |
| U Can Take (feat. Little Big) | 2017 | Tato píseň je její první spoluprací s jinými hudebními umělci. Je rovněž napsána v tatarštině, přičemž role Ilji Prusikina, jejího manžela, je interpretována v angličtině. Klip byl natočen v Thajsku, když byli umělci na dovolené. Během prvního dne video nasbíralo více než 2 miliony zhlédnutí. |
| Pussy Power                   | 2017 | Poté, co poznala popularitu mezi zahraničním publikem, vytvořila tuto píseň kompletně v anglickém jazyce. Ujistila tak publikum, že její album bude v angličtině i tatarštině. Pussy Power, jak je patrné z textu písně a námětu videoklipu, představuje silný profeministický komentář. |
| Au                            | 2019 | Tato píseň byla nahrána v tatarštině. Klip byl natočen v Uzbekistánu, v Taškentu, Chivě, Čirčiku a dalších městech. |
| Kawaii                        | 2020 | Z alba Golden Flower |
| Boys & Girls (mood video)     | 2021 | Z alba Golden Flower |
| LOLI BOY                      | 2021 | Non-album singl |

### Účast
- 2014 – Little Big – „Public Enemy“[10]
- 2016 – Little Big – „Big Dick“[11]
- 2016 – Little Big – „Hateful Love“[12]
- 2018 – Bread – „Shashlyndos“[13]
- 2019 – Animal DžaZ – „Feelings“